# 徐兆璋
徐兆璋，前任竹東鎮鎮長，中國國民黨籍，2019有意參與新竹縣第二選區立法委員，最終在初選時落敗給時任新竹縣議員林思銘。